# Some Heavy Ocean
Albums de Emma Ruth Rundle
Electric Guitar: One
(2011) Marked for Death
(2016)
Some Heavy Ocean est le deuxième album solo de l'artiste Emma Ruth Rundle. Il sort le 20 mai 2014 sur le label Sargent House.

## Liste des titres
| 1.    | Some Heavy Ocean          | 01:43 |
| 2.    | Shadows of my Name        | 03:32 |
| 3.    | Your Card the Sun         | 00:49 |
| 4.    | Run Forever               | 03:55 |
| 5.    | Haunted Houses            | 04:42 |
| 6.    | Arms I Know So Well       | 03:43 |
| 7.    | Oh Sarah                  | 05:37 |
| 8.    | Savage Saint              | 04:21 |
| 9.    | We Are All Ghosts         | 04:10 |
| 10.   | Living With the Black Dog | 04:42 |
| 37:14 |                           |       |

## Réception
Avec cet album, Emma Ruth Rundle se tourne vers une musique plus ambiante, mélange de Folk et d'Indie, où la voix et la guitare acoustique prennent le pas sur le reste. Pour autant, elle ne délaisse pas ses racines Post-rock, n'hésitant pas à user en abondance de reverb, delays et autres pédales d'effets.       
Some Heavy Ocean a été plutôt bien accueilli par les critiques et le public, louant le changement stylistique par rapport à ses anciens projets. Le chant plus présent, souvent comparé à ceux de Chelsea Wolfe et Marissa Nadler, est particulièrement apprécié. Sa douceur contrastant avec la noirceur des textes et leur intensité. Quant à elle, la guitare est considérée comme étant la "colonne vertébrale" des compositions, oscillant entre délicatesse et attaque franche.       

## Crédits
- Emma Ruth Rundle : chant, basse, flute, guitare, claviers, production, composition
- Andrea Calderon : instruments à cordes, chant, arrangement des instruments à cordes
- Chris Common : basse, batterie, claviers, percussions, chant, ingénieur du son, mixage, production
- Greg Burns : pedal steel guitar, photographies
- Henry Kohen : guitares additionnelles sur Shadows of My Name
- Marty Rifkin : mastering, mixage
- Sonny Kay : pochette